# Сульфоантимоніти

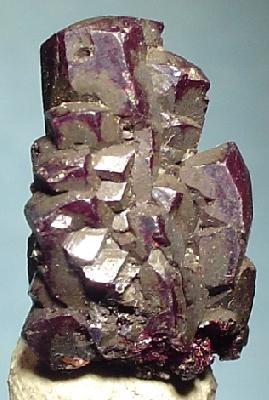
Піраргірит - стибієва сульфосіль срібла.

Сульфоантимоніти (рос. сульфоантимониты, англ. sulphantimonites, sulfantimonites, нім. Sulphantimonite n pl) – мінерали класу сульфосолей, які в хімічному відношенні являють собою сполуки металів з радикалом [SbS3]3- (напр., піраргірит – Ag3[SbS3]).